# جائزة الولايات المتحدة الكبرى
سباق الجائزة الكبرى للولايات المتحدة هو سباق سيارات يقام في الولايات المتحدة وخارجها منذ عام 1908 ، عندما كان يعرف بالجائزة الكبرى الأمريكية . أصبح السباق فيما بعد جزءًا من بطولة فورمولا 1 العالمية. اعتبارًا من 2018 ، أقيم السباق 48 مرة ، وأقيم في 10 مواقع مختلفة في المجموع. منذ عام 2012 ، تقام كل عام في حلبة الأمريكتين في أوستن ، تكساس .

## الفائزون
من 1908 إلى 1916 ، تم تسمية السباق بالجائزة الكبرى الأمريكية . فاز ستة سائقين أمريكيين بالجائزة الكبرى للولايات المتحدة ، كلهم باستثناء سائق واحد عندما كانت تُعرف بالجائزة الكبرى الأمريكية ، والتي لم تكن جزءًا من تقويم الجائزة الكبرى. كما فاز بها تشاك دايغ كسباق , و ليست بطولة في ريفرسايد في عام 1958. لكن بينما كان الحدث جزءًا من بطولة العالم للفورمولا 1 ، لم يفز أي أمريكي بالحدث ؛ لكن ماريو أندريتي فاز بسباق الجائزة الكبرى للولايات المتحدة لعام 1977 في لونج بيتش ، كاليفورنيا.

## مضامير السباق السابقة

سيبرينغ  [لغات أخرى]‏ (1959)
ريفرسايد  [لغات أخرى]‏ (1960)
واتكينز جلين  [لغات أخرى]‏ (1961–1970)
واتكينز جلين  [لغات أخرى]‏ (1971–1974)
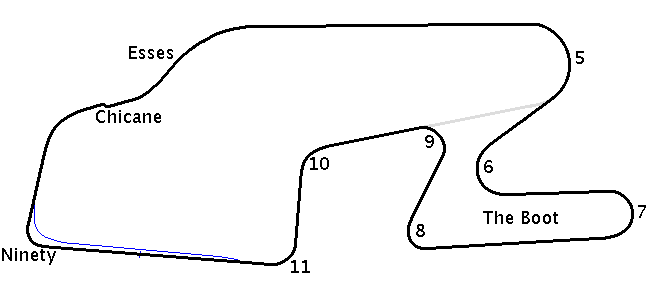
واتكينز جلين  [لغات أخرى]‏ (مع إيسس تشيكان) (1975-1980)
فينيكس  [لغات أخرى]‏ (1989-1990)
فينيكس (1991)
طريق إنديانابوليس السريع (2000-2007)

## روابط خارجية
- حلبة الأمريكتين
- سباق فورميولا 1 للولايات المتحدة نسخة محفوظة 15 أكتوبر 2013 على موقع واي باك مشين.